# (6334) Robleonard
(6334) Robleonard (1992 MM) – planetoida z pasa głównego asteroid okrążająca Słońce w ciągu 3,74 lat w średniej odległości 2,41 j.a. Odkryta 27 czerwca 1992 roku.